# TRW低維護步槍
TRW低維護步槍（英語：TRW Low Maintenance Rifle，縮寫：LMR）是一款由美國汽車和航空航天公司TRW系統集團所提議、在越南战争期間設計的叛亂用途突击步枪，發射5.56×45毫米北約口徑步枪子彈。

## 概述
低維護步槍的宗旨在於製成為一款易於使用和操作的槍械，用以分發給支持美國軍事利益的叛亂部隊。該設計當中採用了與M16突擊步槍相同的5.56×45毫米北約口徑彈藥和STANAG彈匣。它亦可配備M6刺刀及其M8A1劍鞘。
從1971年開始其研發工作，直到1973年中止期間，該武器從未被使用過。 

## 資料來源
1. ↑  . The Firearm Blog.   [2010-09-22]. （原始内容存档于2020-02-06）.
2. ↑  . The Gun Zone.   [2010-09-22]. （原始内容存档于2012-09-25）.
3. ↑  Sellars, John R.  (PDF). Aerospace Corporation: 17. 19 Sep 2007  [05-2013]. （原始内容存档 (PDF)于2010-07-05）.
4. 1 2 3 4 5 6  (Jorgensen 2003，第13頁)
5. 1 2  (Dockery 1983，第49頁)

## 外部連結
- （英文）—TECHNICAL MANUAL - OPERATION AND MAINTENANCE（页面存档备份，存于）
- （英文）—Forgotten Weapons - TRW Low Maintenance Rifle（页面存档备份，存于）
- （英文）—Modern Firearms—TRW LMR - Low Maintenance Rifle（页面存档备份，存于）
- （英文）—The TRW Low-Maintenance Rifle: A cheap response to the AK-47（页面存档备份，存于）
- （英文）—Experimental TRW LMR - Low Maintenance Rifle (USA)